# کامرزدیل
کامرزدیل (به انگلیسی: Cummersdale) یک روستا و محله مدنی در بریتانیا است که در کارلایل واقع شده‌است. کامرزدیل ۴۵۱ نفر جمعیت دارد.